# قمبود مركزي
قمبود مركزي (الاسم العلمي: Campodea centralis) هو نوع من الحيوانات يتبع جنس القمبود من فصيلة القمابيد.